# Pouxeux
Pouxeux es una comuna francesa situada en el departamento de Vosgos, en la región de Gran Este.

## Demografía
| 1783 | 1768 | 1935 | 1964 | 1836 | 1857 | 1959 |
| Para los censos de 1962 a 1999 la población legal corresponde a la población sin duplicidades (Fuente: INSEE [Consultar]) |      |      |      |      |      |      |